# La Maison du Chocolat
La Maison du Chocolat (französisch für Das Haus der Schokolade) ist ein französischer Luxus-Schokoladenhersteller. Rechtlich handelt es sich um eine Société par actions simplifiée (S. A. S.). Der Hauptsitz des Unternehmens befindet sich in Nanterre westlich von Paris. Die Firma vertreibt ihre Produkte ausschließlich selbst. 

## Geschichte
1955 eröffnete der Chocolatier Robert Linxe unter dem Namen Marquise de Presles in Paris ein Geschäft, das er 1977 an Gaston Lenôtre verkaufte. Dieser benannte die Firma daraufhin in La Maison du Chocolat um. Linxe blieb jedoch bis heute in dem Unternehmen beschäftigt. 
1987 wurde eine zweite Filiale von La Maison du Chocolat ebenfalls in Paris eröffnet. Drei Jahre später kam eine weitere Filiale in der Madison Avenue in New York City hinzu. Der Hauptsitz wurde 1995 von Paris nach Nanterre verlegt. 1998 und 2004 eröffnete die Firma außerdem Niederlassungen in Tokio und London.
Heute gehört das Unternehmen zu Savencia Gourmet (einer Untergruppe des französischen Lebensmittelkonzerns Groupe Savencia Saveurs & Spécialités) und betreibt insgesamt etwa 30 Filialen in den Metropolregionen von Paris, Cannes, London, New York, Tokio und Hongkong.